# Dán Tengerészeti Múzeum
A Dán Tengerészeti Múzeum (hivatalos neve dán nyelven M/S Museet for Søfart) Helsingør városában, a Kronborg kastély mellett, egy egykori szárazdokkban, a felszín alatt található. 

## Története
A múzeumot 1915-ben alapították a dán hajózás történetének bemutatására; 2013-ig a Kronborg kastélyban működött, ekkor költöztették az egyre gyarapodó hatalmas gyűjteményt új, önálló, 7600 négyzetméteres kiállítóhelyére. A föld alatti kialakítást többek között azért választották, mert a világörökségi kastély látképét meg kellett óvni, de a tengerészeti múzeum témájához is jól illik az egykori szárazdokk mint helyszín, ugyanakkor rendkívül eredeti építészeti megoldás.

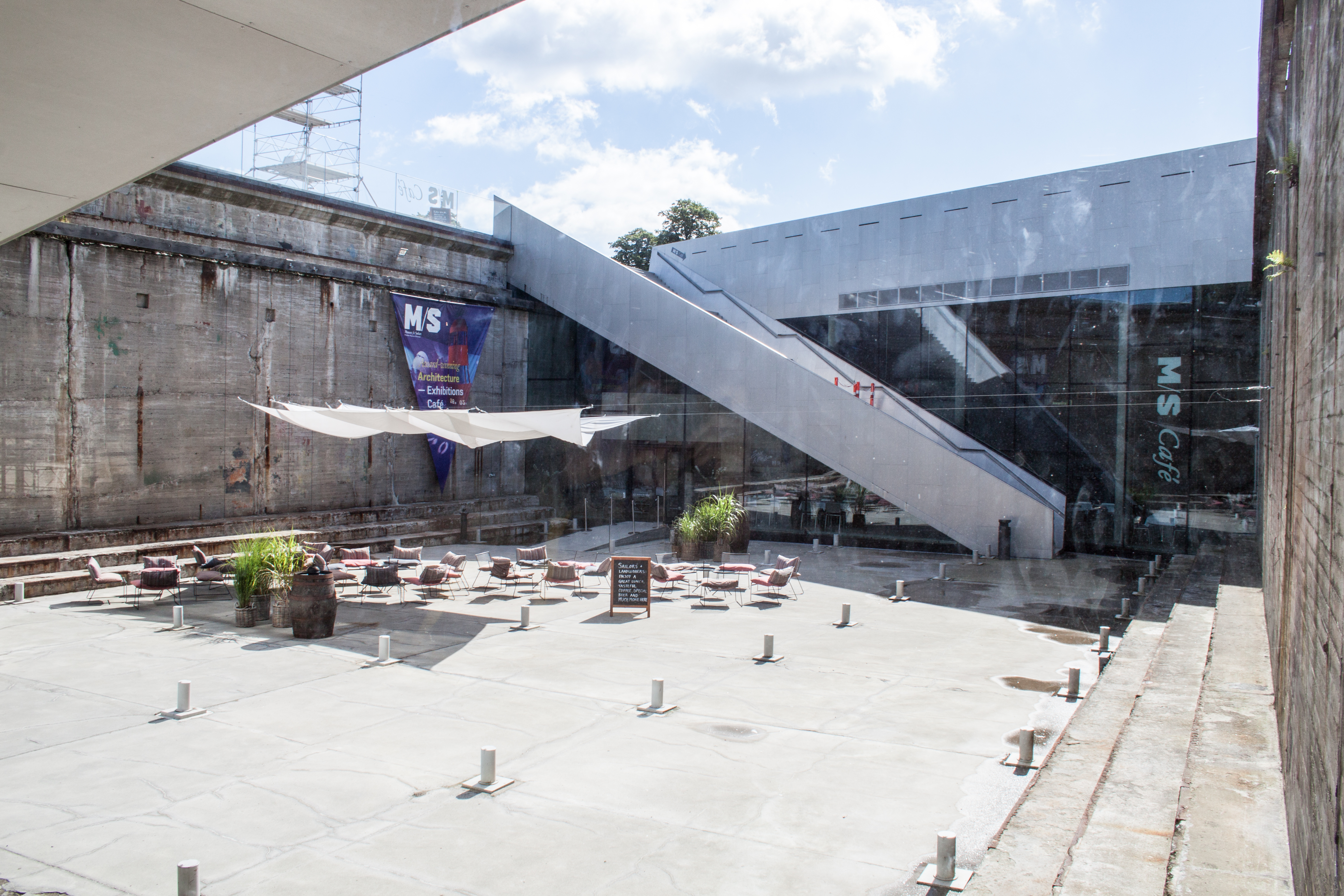
Szabad tér a szárazdokk eredeti falaival
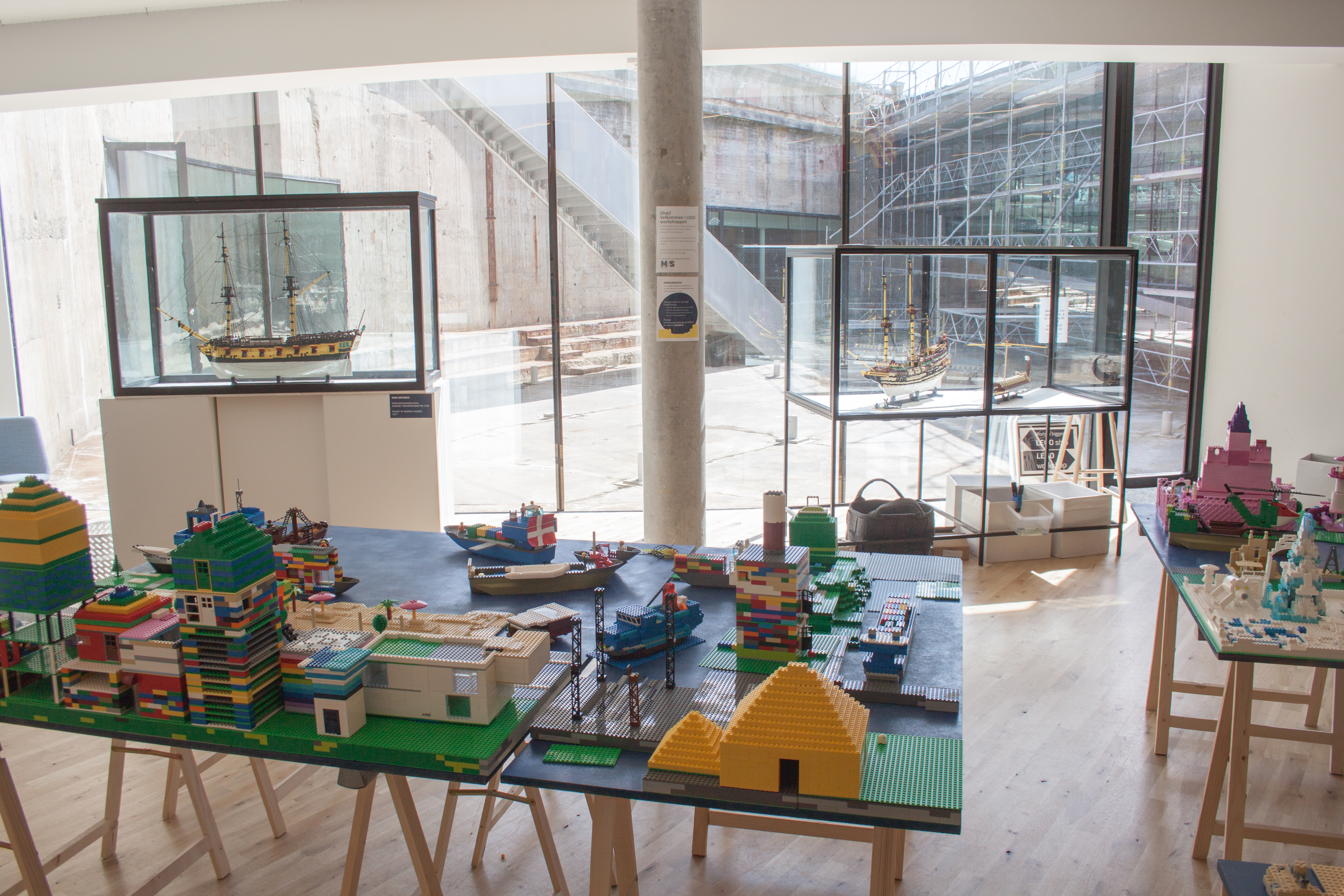
Múzeumi foglalkoztató gyerekek számára
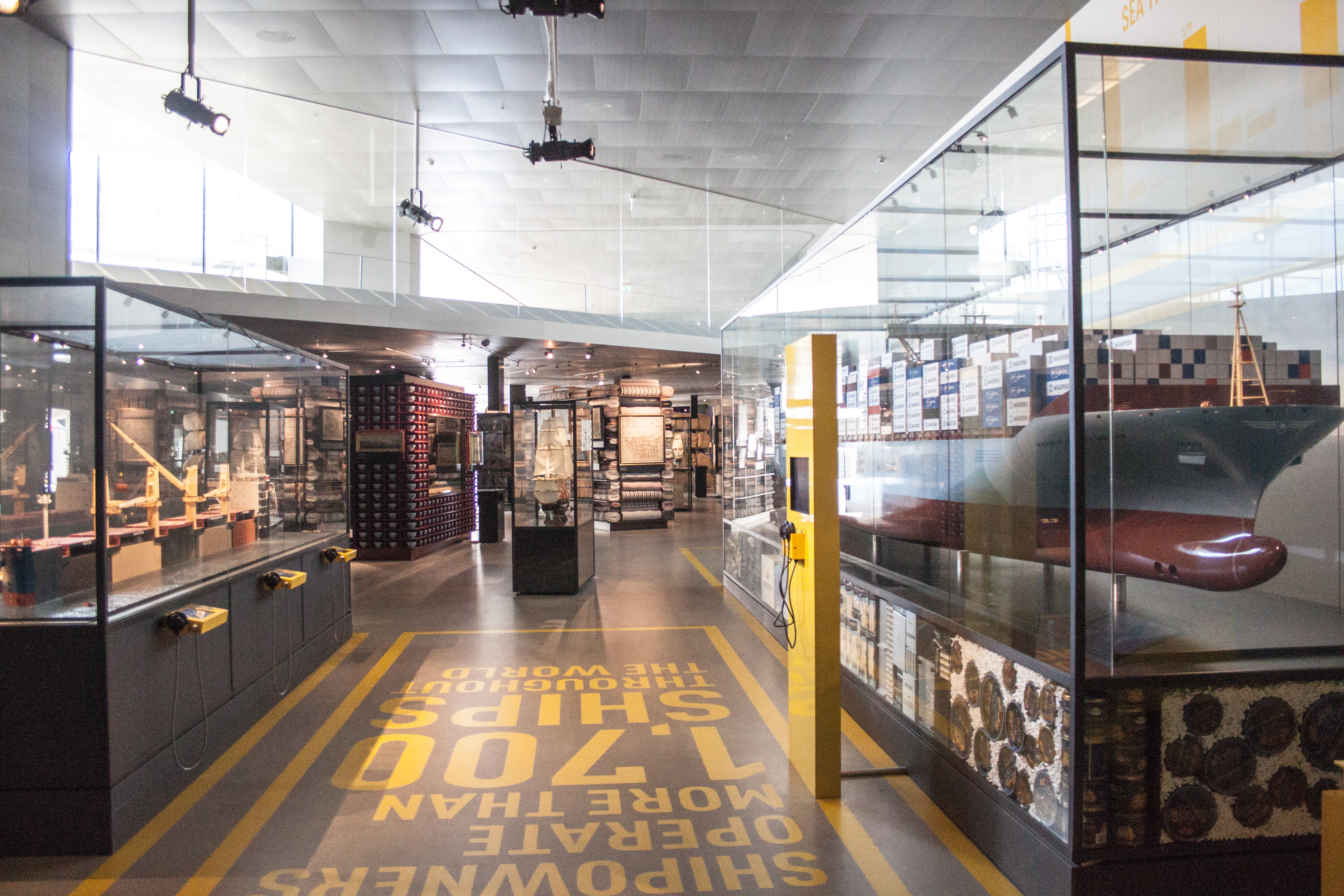
Belső kép a modern hajózás szekciójából
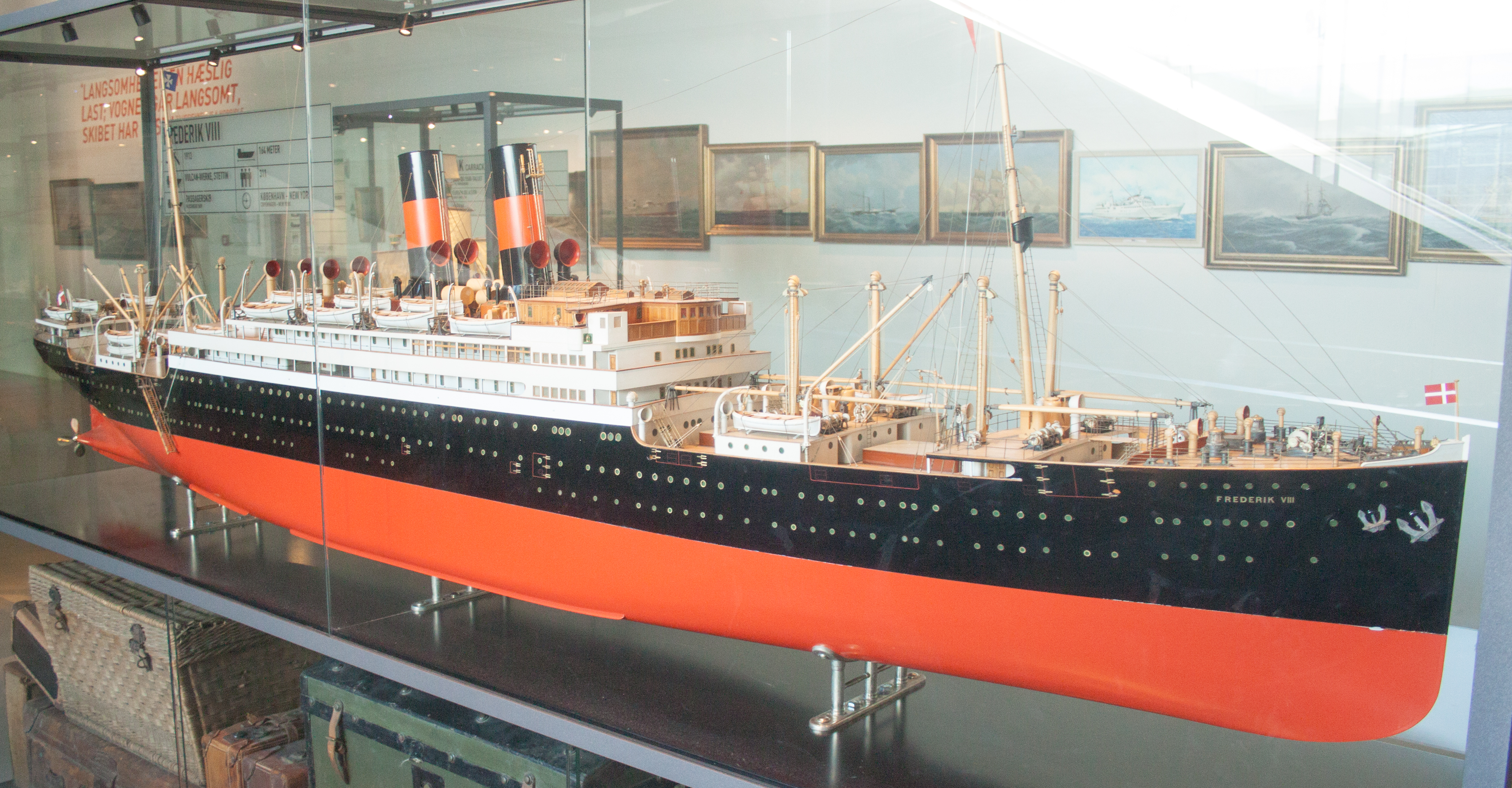
A Dánia és Amerika között a 20. század első felében közlekedő személyszállító gőzhajó

## Gyűjteményei
A múzeum a dán hajózás történetét hajómodellek és festmények és régi tárgyak ezreinek segítségével mutatja be. Külön szekciók foglalkoznak a dán gyarmatosítási törekvésekkel, a kereskedőtelepek létesítésével Afrikában, a Karib-térségben, Ázsiában, valamint a Kínával és Japánnal folytatott kereskedelemmel. Tematikus kiállítás-részek mutatják be a navigáció technikájának történetét, a dán vízi mentés múltját, a világítótornyok, a hajóépítés történelmét, a hajósok életét a 16. századtól napjainkig.

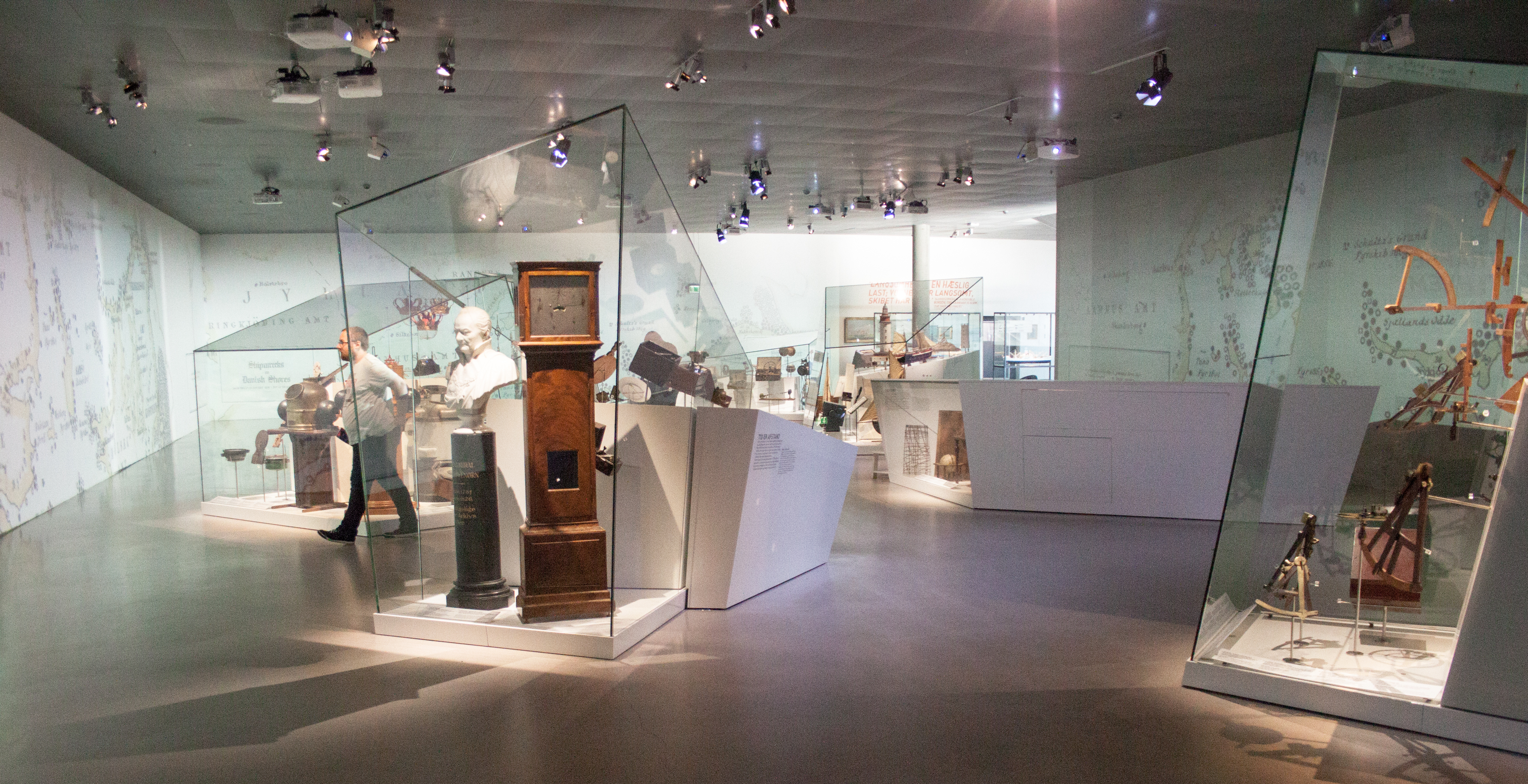
A navigáció régi kellékei
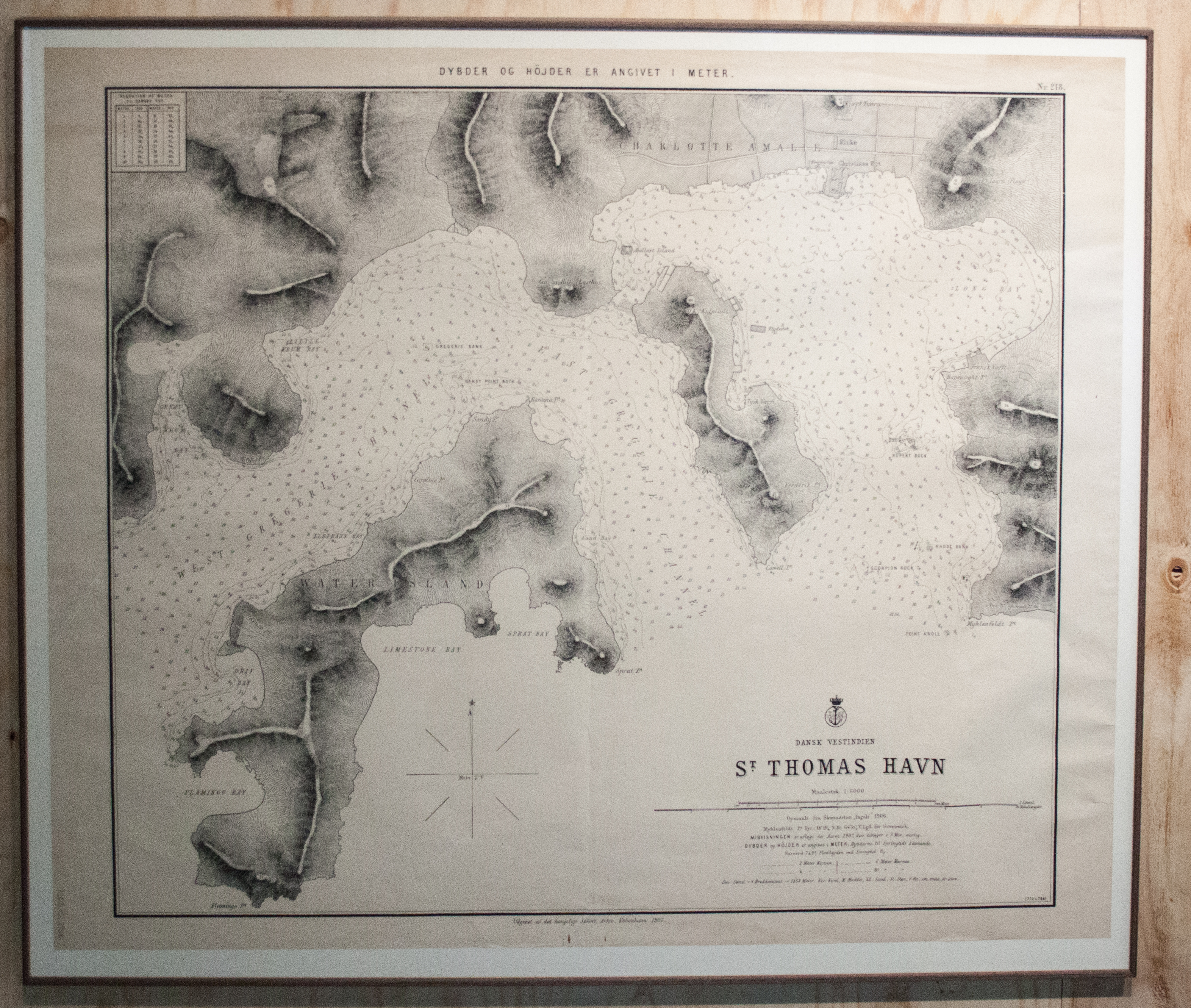
Karib-tengeri dán kikötő térképe
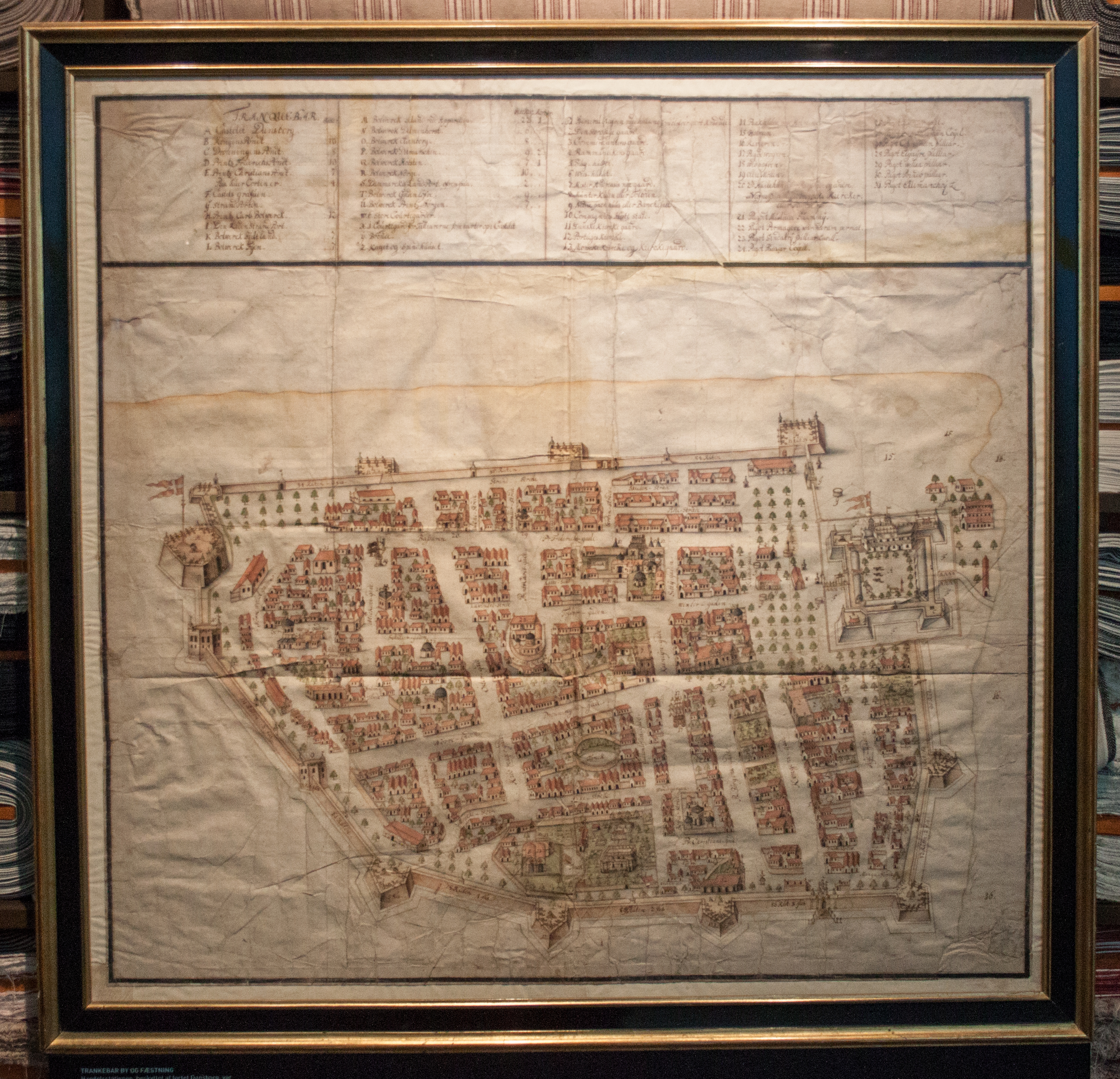
Indiai dán kereskedőtelep térképe
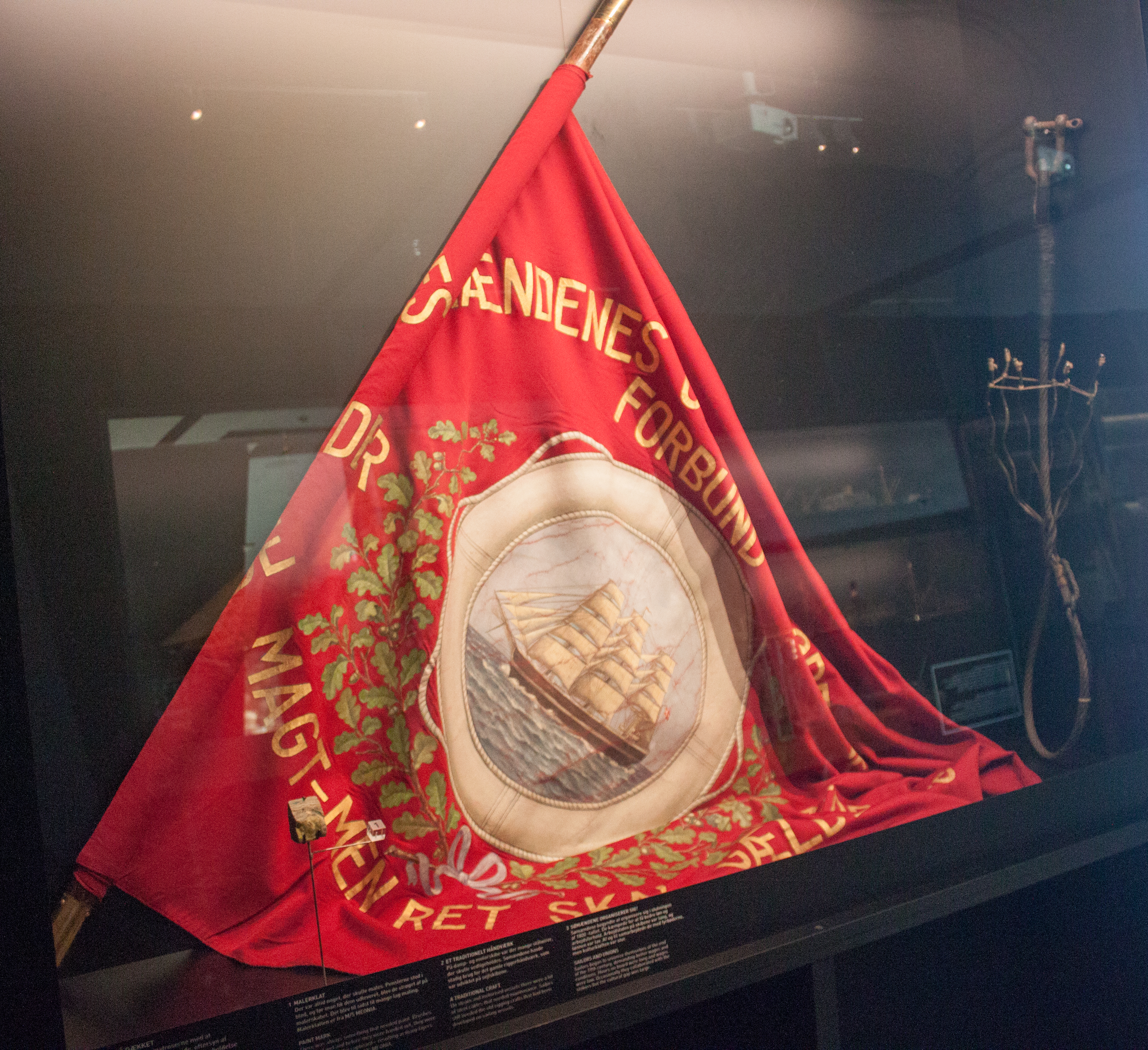
Dán matrózok szakszervezetének zászlaja a 19. század végéről

## Archívum, könyvtár és fotógyűjtemény
A múzeum keretében modern tudásközpont működik, ahol a tengerészettel kapcsolatos dokumentumok, könyvek és fényképek óriási mennyisége érhető el a látogatók számára. Az anyag nagy részét külső raktárakban tárolják, ezért a kutatómunkához azokat előre meg kell rendelni. Az állandóan növekvő, digitálisan elérhető történelmi fotóarchívum anyag 2018-ban mintegy 40 000 fényképet számlált (dán nyelvű feliratokkal).

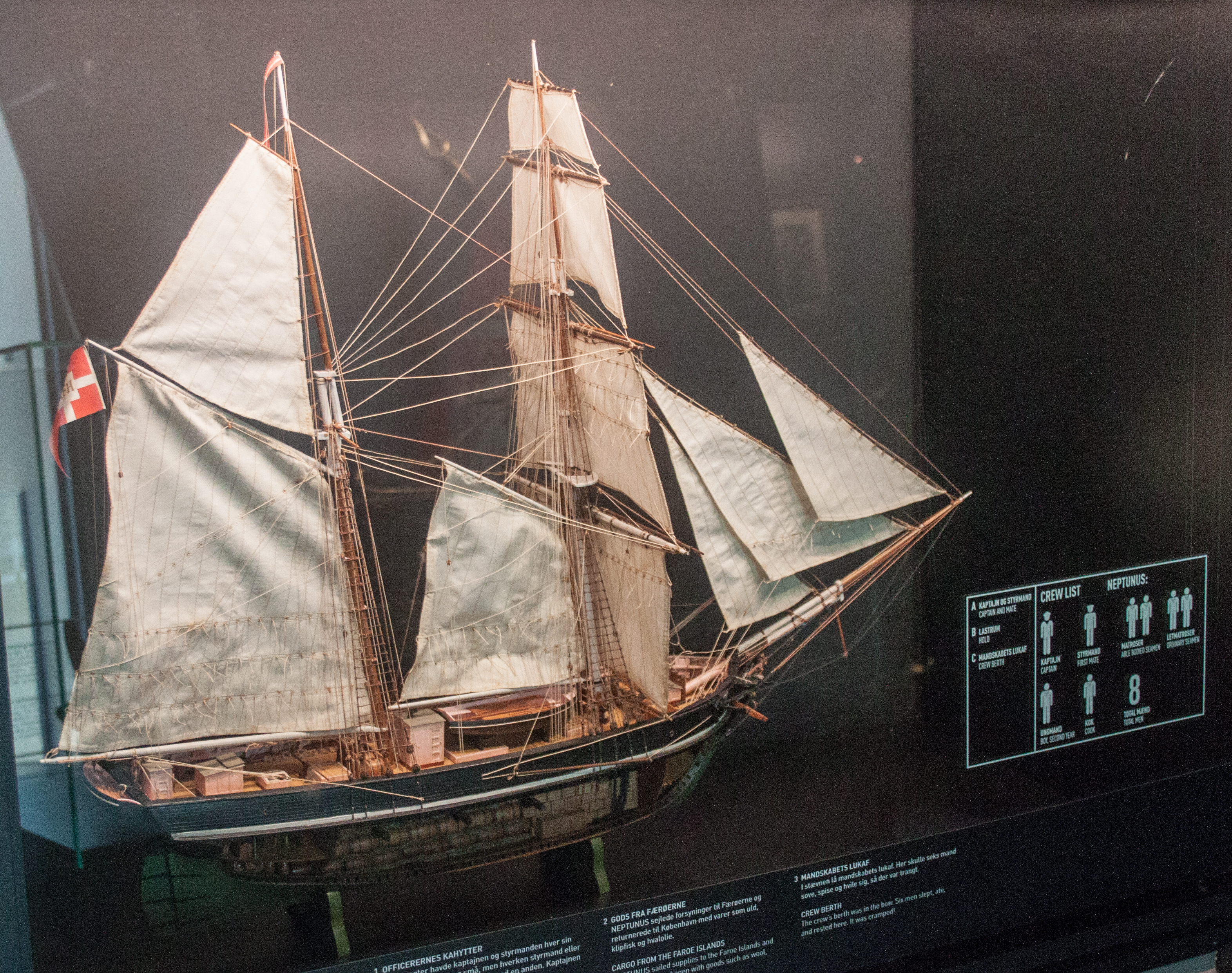
Brigantin
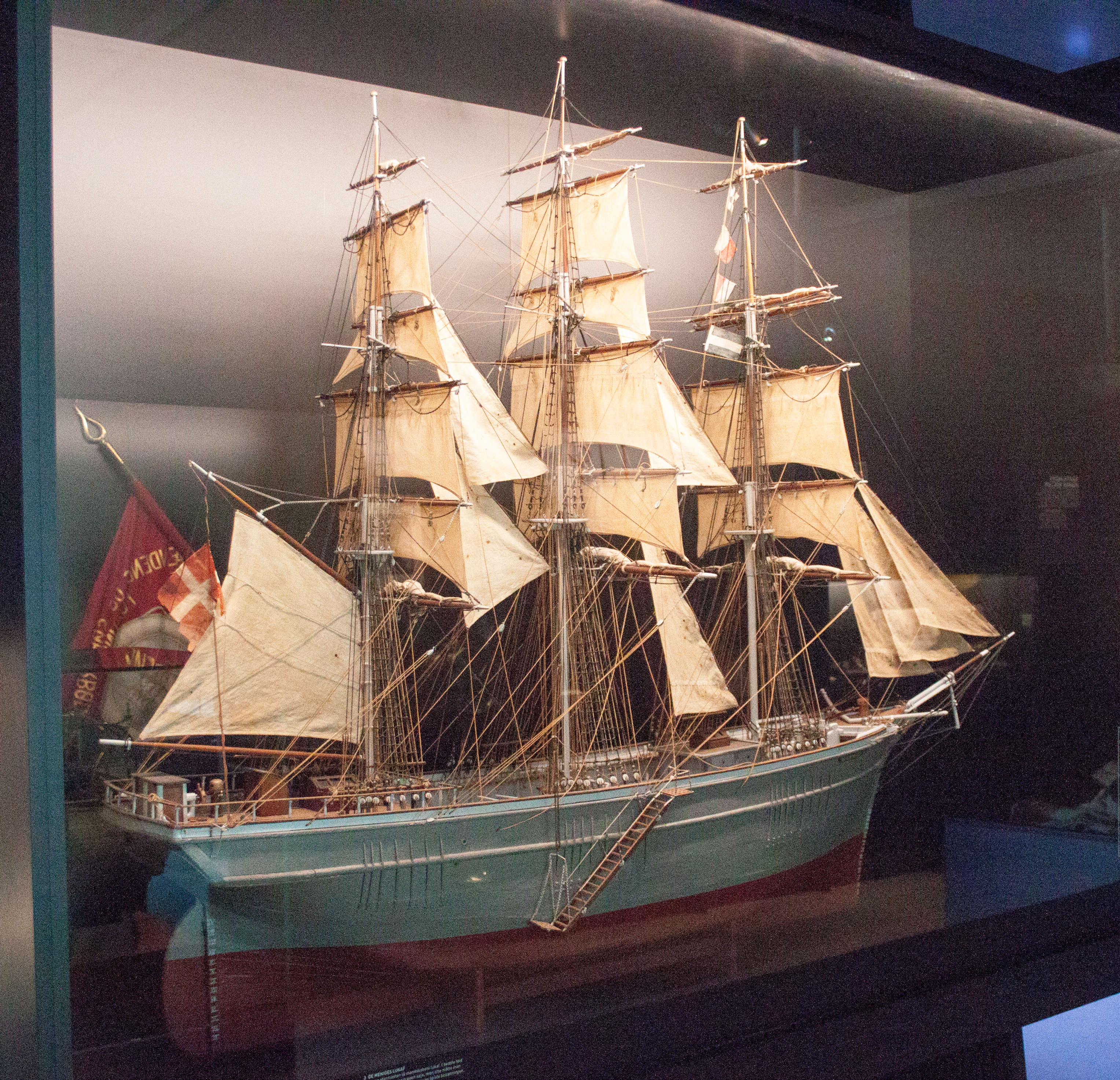
Teljes vitorlázatú hajó a 19. századból
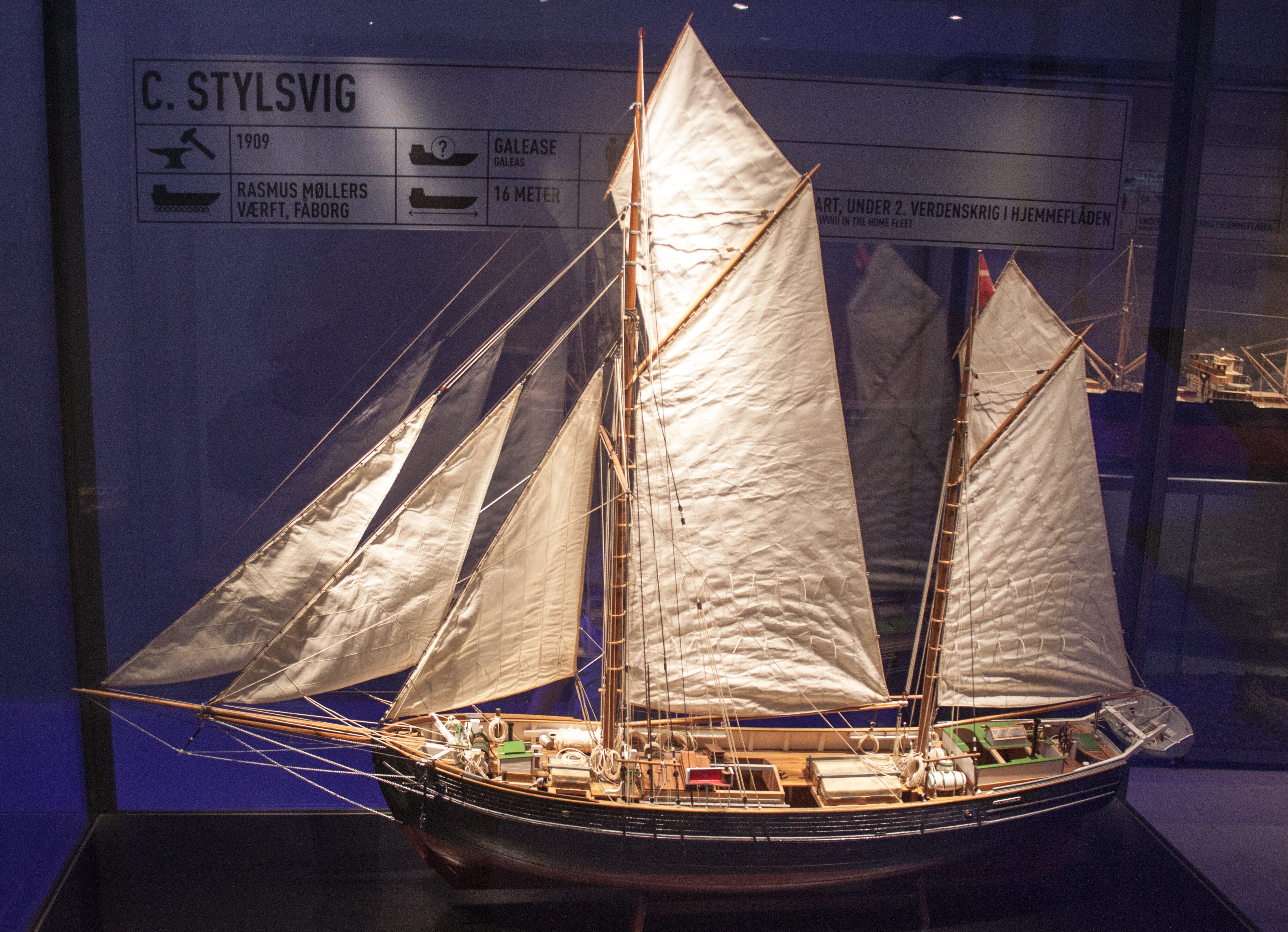
Ketch, 20. század
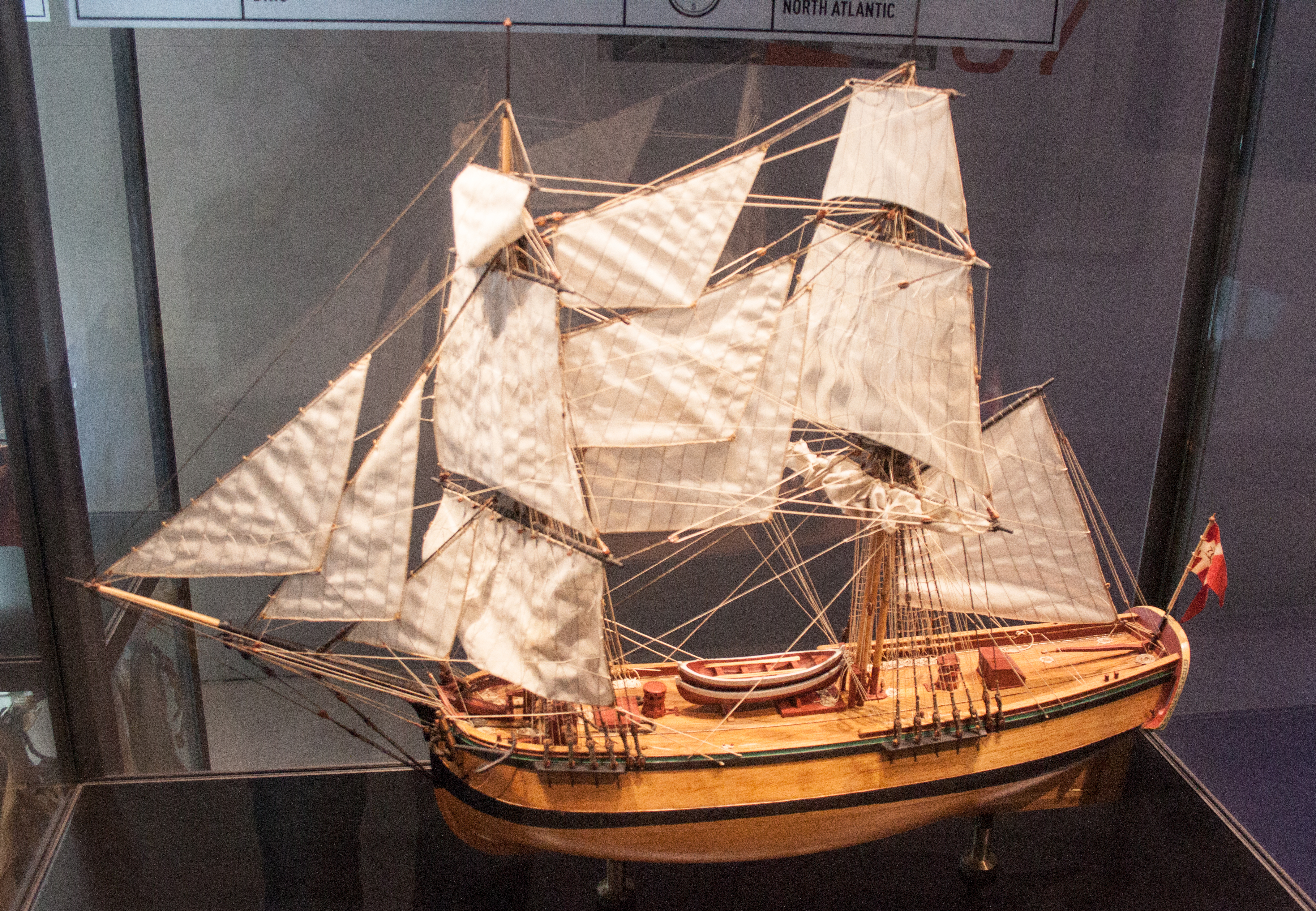
Fókavadász hajó

## Elismerések
A múzeum számos nemzetközi építészeti és kulturális díjat nyert el:
- 2015 Luigi Michelleti Award – Special Commendation Award
- RUM: Building of the Year Award 2015
- RIBA Award 2014
- ArchDaily: Building of the Year 2014
- DETAIL Prize 2014
- World Architecture Festival: Culture Award 2014
- Architizer A+ Award 2014: Museums
- AIANY Design Award 2014
- Silver in International Design and Communication Awards 2014: Best scenography for a permanent collection
- Silver in International Design Awards 2013: Interior Design